# ナッツジョブ 〜サーリー&バディのピーナッツ大作戦!〜
『ナッツジョブ 〜サーリー&バディのピーナッツ大作戦!〜』は、アメリカのアニメーション映画。
2014年1月に全米3400スクリーンで公開され、公開10日間4000万ドル超、3週連続トップ5ランクインを果たした。

## 登場キャラクター
サーリー
声 - 阪口周平/ウィル・アーネット
よくばりでわがままな紫色のリス。ネズミのバディとコンビを組んでいる。
パークの皆には頼らず自分の食料を集めるサバイバー。無愛想でずる賢く嘘つきだが、少しは良心もあったりする。『生きる事は奪う事』とやりたい放題で仲間の事は知らんぷりする面もある。ラクーンからはあまり信用されていない。
バディ
無口で穏やかな仲間思いのネズミ。
無愛想でずる賢いサーリーを大きな心で受け入れている。サーリーを救っているただ唯一の友達。
グレイソン
声 - 伊藤健太郎/ブレンダン・フレイザー
ハンサムでモテモテな灰色のリス。自他共に認めるパークのヒーローで、困っている仲間がいれば颯爽と助けにいく。一番の自慢はふわふわなしっぽ。
アンディと共に食糧探しに旅を向かう途中でドブネズミに非常食を盗まれ、取り返そうとしたが路面電車に乗せられ行方不明になった。
ラクーン
声 - 小山力也/リーアム・ニーソン
リバディパークのリーダーのアライグマ。パークの食料を管理し、皆を守っている。合言葉は『パークの為に!』
何時もわがままなサーリーに手を焼いてる。アンディがパークの仲間等に食糧の配布を許可していない事が気に入らず、食料を管理したいという自分勝手な故意でパークの仲間等やサーリーを酷い目に合わせる。
アンディ
声 - 沢城みゆき/キャサリン・ハイグル
正義感溢れる強く賢い薄茶色のリス。パークの皆から信頼されるている。
仲間の為に助け合わないサーリーを説得しようとするも、聞き入れてくれなかった。パークのピンチを救うため、グレイソンと食糧探しの旅に出る。
モール
声 - 多田野曜平/ジェフ・ダナム
夜行性のモグラ。光が苦手で高所恐怖症である。
プレシャス
声 - 仲村かおり/マーヤ・ルドルフ
番犬。一見、怖そうな顔をしているが実は優しい性格。犬笛の音が大の苦手である。
店に忍び込むサーリー達を捕まえようとする。口癖は『顔舐めてもいい?』。